# Aleksandar Petrović (fotbalist, n. 1983)
Aleksandar Petrović (n. 22 martie 1983, Belgrad, RSF Iugoslavia) este un jucător român de fotbal care evoluează la clubul Național Sebiș.
El a mai jucat la echipe precum Partizan Belgrad, FK Čukarički Stankom, Petrolul Ploiești sau Concordia Chiajna.

## Palmares
Liga a II-a
- Câștigători: 2012-2013